# John Diamond (polityk)
John Diamond, baron Diamond (ur. 30 kwietnia 1907 w Leeds, zm. 3 kwietnia 2004 w Chalfont St Giles) – brytyjski polityk, członek Partii Pracy i Partii Socjaldemokratycznej, minister w drugim rządzie Harolda Wilsona.

## Życiorys
Wykształcenie odebrał w Leeds Grammar School. Później pracował jako księgowy. W 1945 został po raz pierwszy wybrany do Izby Gmin jako reprezentant okręgu Manchester Blackley. Zasiadał w parlamencie do 1951, pełniąc m.in. funkcję prywatnego parlamentarnego sekretarza ministra pracy (w latach 1946-1947). Powrócił do Izby Gmin po wyborach uzupełniających w 1957 jako reprezentant okręgu Gloucester, zajmując miejsce zmarłej deputowanej Moss Turner-Samuels.
Od 1964 pełnił funkcję naczelnego sekretarza skarbu. Od 1968 zasiadał w gabinecie Harolda Wilsona. W 1965 r. otrzymał tytuł członka Tajnej Rady. W 1970 stracił miejsce w Izbie Gmin po porażce z konserwatystką Sally Oppenheim, a także stanowisko rządowe po porażce wyborczej Partii Pracy.
We wrześniu 1970 otrzymał tytuł dożywotniego para i jako baron Diamond zasiadł w Izbie Lordów. W 1981 opuścił szeregi Partii Pracy i reprezentował przez kilka lat Partię Socjaldemokratyczną. W latach 1982–1988 stał na czele tej partii w Izbie Lordów. Sprzeciwiał się połączeniu SDP z Partią Liberalną. W 1995 powrócił w szeregi Partii Pracy. Pod koniec życia był najstarszym członkiem Izby Lordów.

## Życie prywatne
Był trzykrotnie żonaty, z pierwszego małżeństwa miał dwóch synów i córkę.